# Holger Bohne
Holger Bohne (* 27. Januar 1948 in Emmerich; † 14. April 2022 in Hamburg) war ein deutscher Rallye- und Rennfahrer.

## Karriere
Bohne gewann in den 80er Jahren die mit jeweils ca. 10.000 km längste Rallye Europas, die Tour d' Europe 3-mal hintereinander. 1981 auf einem Werks-Peugeot 505 STI, 1982 auf einem Mercedes 500 SL und 1983 auf einem Werks-Ford Sierra XR8i (mit 8 Zyl. Mustang Motor).
Dazu kamen spektakuläre Renneinsätze auf BMW, Ford und Volvo, bei Rennen auf dem Nürburgring und auf Flugplatz-Rennstrecken.
Nachdem er den Motorsport "von der Pike" an erlernt hat (Geschicklichkeitsturniere, Orientierungsfahrten und Slalom Veranstaltungen) erreichte er zu Beginn seiner ernsthafteren Karriere bei sporadischen Einsätzen auf einem seriennahen BMW 2002 ti sowohl bei der Westfalen-Lippe Rallye und der AvD Hubertus Rallye seine ersten Gesamtsiege. Spontan bot ihm ein Bremer Mäzen einen präparierten Opel Ascona an, mit dem Bohne in Norddeutschland dann fast jede Rallye (Hanseatic, Wiehengebirge, Melle, Wiking, Lübeck, Delmenhorst usw.) gewann an der er teilnahm, es sei denn, er schied durch technischen Defekt aus, was kaum vorkam. In seiner über 20-jährigen Motorsport-Laufbahn hat er nur ein Auto irreparabel zerstört, was sehr bemerkenswert ist.
Nach einem Einsatz auf einem Porsche 911 bei der damaligen Vorläufer-Rallye der WM Rallye Deutschland, der Rallye Hunsrück, bei der er vor dem aktuellen Weltmeister Ari Vatanen in Führung liegend wegen eines Fahrwerkschadens ausschied, erhielt er ein Angebot von Ford Deutschland, einen seriennahen Escort RS 2000 in der Deutschen Meisterschaft zu fahren. Die Kämpfe gegen den etablierten Opel GT/E Konkurrenten Achim Warmbold endeten pari. Beim letzten WM-Lauf 1978 der RAC Rally in England belegte er den herausragenden 3. Platz in der Kategorie der Serien-Tourenwagen.
Es folgte ein Jahr als Fahrer des Werks-Golf, dass mit mehreren Klassensiegen und einem sehr guten Platz im Endklassement der DRM endete. Den Titel des "Deutschen Rallye Meister" verpasste er knapp, da im letzten Lauf ein technischer Defekt diesen schon greifbar nahen Titel zunichtemachte.
1980 fuhr Bohne für Mercedes die Rallye Monte Carlo und Rallyes in Deutschland und Europa. Diese Einsätze wurden offiziell über die "Scuderia Kassel" der Werksniederlassung Kassel gemeldet, da sich das Stammwerk nicht öffentlich zum Motorsport bekennen wollte, obwohl die Autos in der Mercedes Entwicklungsabteilung gebaut wurden und auch Servicecrews aus Stuttgart im Einsatz waren. Bereits die erste Rallye mit einem 280 CE in Monte Carlo ergab einen 2. Platz unter ca. 180 Serienwagen. In der Folge standen der weltweit erste Gesamtsieg eines Serienwagens überhaupt bei einem Europameisterschaftslauf, der Saarland-Rallye, und viele nationale und internationale Platzierungen auf dem 2. oder 3. Gesamt-Platz mit den Modellen 450 SLC, 500 SLC und 500 SL. Eingesetzt wurden die Mercedes in Deutschland (u. a. bei der Winter-Rallye, Saarland, Serengeti, Hessen, Baltic), in Belgien (Haspengow, 24h Ypern), in Italien (Elba, 4 Regioni, San Remo), in Griechenland (Halkidikis), in Polen (Polen-Rallye und Warschau-Rallye) und in Frankreich.
Nach dem unerwarteten Rückzug des Stuttgarter Werks aus dem Rallyesport fuhr Bohne noch einige Rallyes auf Ferrari 308 GTB und auf Mercedes 190E 2.4, den er in Eigenregie nach nur drei Rallyes zu einem Siegerauto machte. Er zog sich anschließend nach mehr als 20 Jahren aktiven Motorsports aus diesem zurück. Seine Partner in diesen Jahren waren Peter Rumpfkeil, Kalli Hufstadt, Rolf Stöver, Horst Buchholz, Klaus Renkus, Franz-Josef Moormann, Günter Jarecki, Peter Diekmann, Adolf Ahrens, Jürgen Jahns. Zum Teil Namen, die den deutschen Motorsport der 70er und 80er Jahre und darüber hinaus maßgeblich mitgeprägt haben.

## Fahrzeuge
| - Triumph, - Alfa Romeo, - NSU, - BMW, - Opel, - Ford, - Porsche, | - Ferrari, - Mercedes, - Peugeot, - Volvo - Polski Fiat, - Talbot Lotus - Volkswagen |